# Teoria della doppia copia
In fisica teorica, in particolare nell'ambito delle teorie sulla gravità quantistica, la teoria della doppia copia ipotizza una particolare relazione di dualità tra le teorie di gauge, che descrivono le interazioni quantistiche, e la gravità, descritta dalla teoria della relatività generale. In particolare afferma che se nel calcolo delle ampiezze di scattering per le teorie di gauge non abeliane (teoria di Yang-Mills) si sostituisce alla parte non cinematica, ad esempio le informazioni sul colore per la cromodinamica quantistica, un'apposita cinematica aggiuntiva, automaticamente si ottengono le ampiezze di scattering gravitazionali.
La teoria (nota anche come dualità BCJ, dal nome dei suoi creatori) è stata ipotizzata per la prima volta da Zvi Bern, John Joseph Carrasco e Henrik Johansson nel 2010 e prende il nome dal fatto che la parte cinematica della teoria di gauge viene raddoppiata.
Può essere utilizzata per semplificare i calcoli delle ampiezze di scattering gravitazionali, riconducendole al quadrato delle ampiezze calcolate mediante la teoria di Yang-Mills, ad esempio nel calcolo della forma delle onde gravitazionali emesse dalla fusione di due buchi neri.
È stato dimostrato che le ampiezze di scattering così calcolate funzionano al primo ordine di approssimazione perturbativa e per alcuni ordini superiori, incluso il quarto ordine post-minkowskiano.